# 루베르덴시 EC
루베르덴시 이스포르치 클루비는 브라질의 축구단으로 마투그로수주의 루카스두히우베르지를 연고로 한다. 현재 캄페오나투 브라질레이루 세리에 B에 참가하고 있다.

## 우승
- 캄페오나투 마투그로수: 2

2009, 2012